# Kierspe

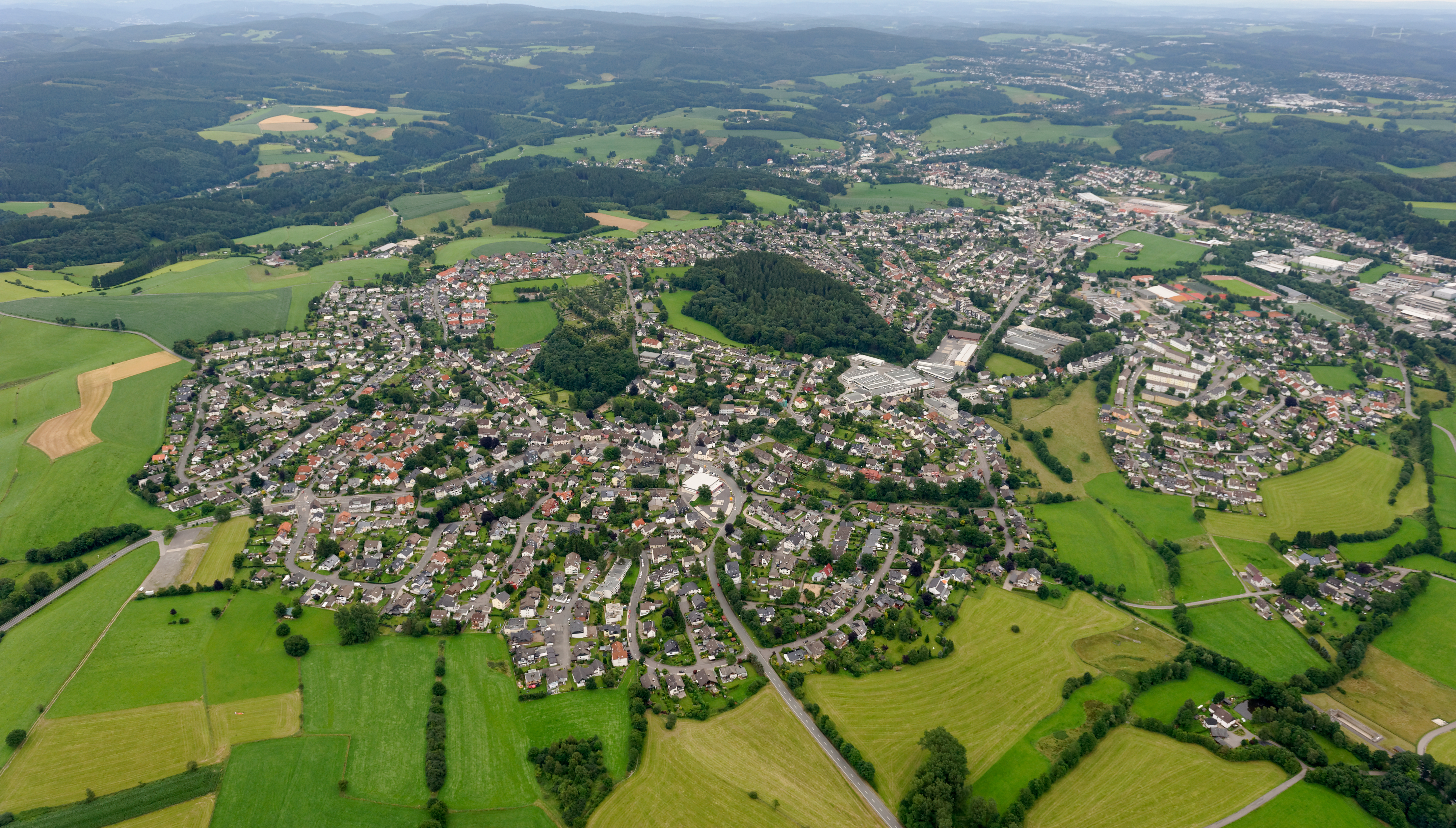
Widok z lotu ptaka

Kierspe [ˈkiɐ̯spə] – miasto w Niemczech, w kraju związkowym Nadrenia Północna-Westfalia, w rejencji Arnsberg, w powiecie Märkischer Kreis. W 2010 roku liczyło 17 270 mieszkańców.
Na miejscowym cmentarzu spoczywają robotnicy przymusowi III Rzeszy z Polski i ZSRR z czasów II wojny światowej.

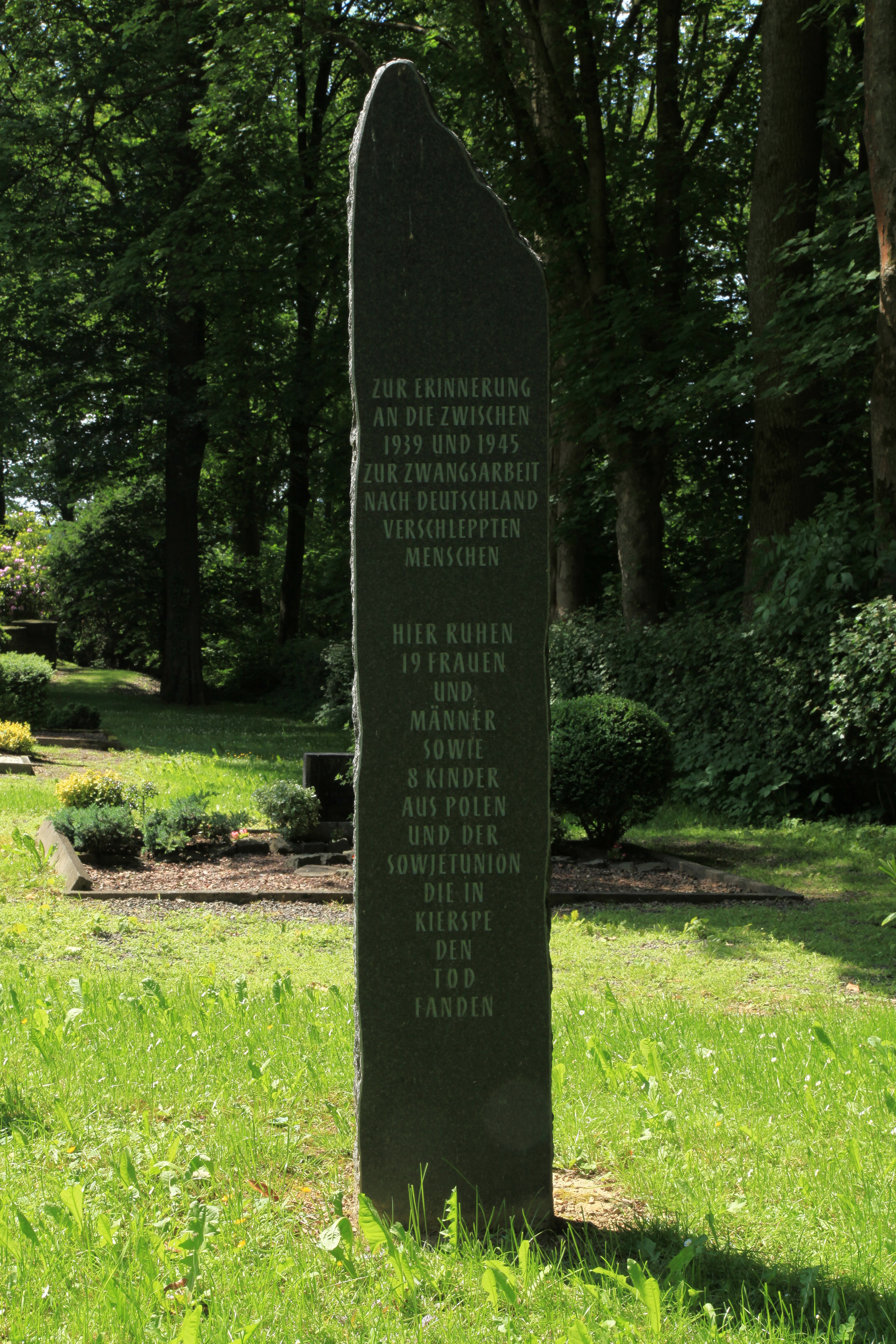
Pomnik upamiętniający polskich i radzieckich robotników przymusowych

## Miasta partnerskie
- Montigny-le-Bretonneux, Francja